# Беррондо
Беррондо (исп. Berrondo) — населённый пункт сельского типа на юге центральной части Уругвая, в департаменте Флорида.

## География
Расположен в юго-западной части департамента, примерно в 7 км от административного центра департамента, города Флорида, и в 12 км от города 25 мая. Железнодорожная станция.

## Население
По данным на 2011 год население составляет 166 человек
| Год  | Население |
| ---- | --------- |
| 1963 | 38        |
| 1975 | 96        |
| 1985 | 54        |
| 1996 | 83        |
| 2004 | 170       |
| 2011 | 166       |

Источник: